# Ecdamua macrotelus
Ecdamua macrotelus är en stekelart som beskrevs av Walker 1862. Ecdamua macrotelus ingår i släktet Ecdamua och familjen gallglanssteklar.
Artens utbredningsområde är:
- Kenya.
- Sierra Leone.
- Uganda.

Inga underarter finns listade i Catalogue of Life.